# Spanische Fußballnationalmannschaft (U-18-Junioren)
Die spanische Fußballnationalmannschaft der U-18-Junioren ist die Auswahl spanischer Fußballspieler der Altersklasse U-18. Sie repräsentiert die Real Federación Española de Fútbol auf internationaler Ebene und nahm lange Zeit an entsprechenden internationalen Wettbewerben teil, etwa der U-18-Europameisterschaft. Nach einer Erhöhung der Altersgrenze seitens der UEFA auf 19 Jahre 2002 werden seither lediglich Freundschaftsspiele des jüngeren Jahrgangs als Vorbereitung für die U-19-Nationalmannschaft bestritten.

## Geschichte
Die U-18-Auswahl trat ab 1952 bei der Austragung des später als UEFA-Juniorenturnier bekannten Nachwuchswettbewerbs an, der seinerzeit vor Gründung des europäischen Kontinentalverbands von der FIFA ausgerichtet wurde. Als Gastgeber gewann die spanische Auswahl dabei bei der ersten Teilnahme, zwei Jahre später gelang der erneute Titelgewinn. Beide Male blieb das Endspiel (1952 ein 0:0-Unentschieden gegen Belgien und 1954 ein 2:2-Unentschieden gegen Deutschland nach Toren von Carlos Cela und Emilio Álvarez Sánchez) ohne Sieger, so dass das bessere Halbfinalergebnis maßgeblich war. 
Ab 1981 nahm die spanische U-18-Auswahl regelmäßig an der Qualifikation zur seinerzeit neu eingeführten U-18-Europameisterschaft teil. Größter Erfolg war der Titelgewinn bei der EM-Endrunde 1995, Carlos Domínguez Domínguez mit drei Treffern und Guti führten als Torschützen bei einem Gegentreffer von Francesco Totti die Mannschaft zum 4:1-Finalsieg gegen Italien. Bei der EM-Endrunde 1996 verpasste sie durch eine 0:1-Endspielniederlage gegen Frankreich Dank eines Treffers von Thierry Henry die Titelverteidigung. Bis zur Verschiebung der Altersklasse gelangen daneben noch zwei Halbfinalteilnahmen.